# Yaya Diallo (cyclisme)
Pour les articles homonymes, voir Yaya Diallo (homonymie) et Diallo.
Yaya Diallo, né le 15 janvier 1997 à Niéna, est un coureur cycliste malien.

## Biographie
Lors de la saison 2017, Yaya Diallo se distingue en remportant son championnat national et le Tour du Mali. Il termine également deuxième d'une étape du Tour du Faso, ou encore quatrième et meilleur jeune du Tour du Togo. Sélectionné pour les Jeux de la Francophonie, il se classe 32e et meilleur coureur malien de la course en ligne. 
En février 2018, il prend la treizième place du Tour de l'Espoir, manche inaugurale de la Coupe des Nations U23. 

## Palmarès
- 2016
  - 3e étape du Tour de l'Indépendance
- 2017
  -  Champion du Mali sur route
  - Classement général du Tour du Mali
- 2018
  - Grand Prix Banimonotié[4]
  - Grand Prix de l'ACJG
  - 2e du championnat du Mali sur route
- 2019
  -  Champion du Mali sur route
  - 5e étape du Tour du Sahel
  - Critérium de l'Environnement[5]
- 2020
  - 3e étape du Tour du Sahel
- 2021
  - Grand Prix du Président de la Fédération malienne
  - Grand Prix Banimonotié
  - Tour du Fleuve Sénégal :
    - Classement général
    - 3e et 5e étapes

  - Grand Prix de l'Indépendance du Mali
  - Grand Prix du Professeur Dioncounda Traoré
- 2022
  - Grand Prix Sotelma-Malitel
  - 2e du championnat du Mali sur route
- 2023
  - Grand Prix du Festival Mamelon
  - Grand Prix du Festival Sente
  - 5e et 7e étapes du Tour de Côte d'Ivoire
- 2024
  - Critérium Sasma
  - Siniéna Tour
  - Grand Prix de Cotonou
  - Tour du Mali : 
    - Classement général
    - 6e étape

  - 1re et 6e étapes du Tour du Togo
  - 2e du championnat du Mali sur route
- 2025
  - Grand Prix Aguib Berthé
  - 3e et 4e étapes du Tour du Mali
  - 2e et 6e étapes du Tour du Togo
  - 2e du Tour du Mali

### Classements mondiaux
| Année                                 | 2018  | 2019 | 2020 | 2021 | 2022  | 2023 | 2024  |
| ------------------------------------- | ----- | ---- | ---- | ---- | ----- | ---- | ----- |
| Classement mondial                    | 2690e | nc   | nc   | nc   | 2141e | nc   | 1079e |
| UCI Africa Tour                       | 218e  | nc   | nc   | nc   | 130e  | nc   | 77e   |
|                                       |       |      |      |      |       |      |       |
| Légende : nc = non classéSource : UCI |       |      |      |      |       |      |       |